# دول شان
دول شان (1885–1948) هي مجموعة من ممالك شعب شان الصغرى دُعيت باسم موانغ، وحمل حكامها لقب تشاو فا في بورما البريطانية. كانت تلك الدول شبيهة بالولايات الأميرية في الهند البريطانية.
استُخدم المصطلح «دول شان» في البداية خلال فترة الحكم البريطاني لبورما، فحمل دلالة جيوسياسية لمناطق محددة من بورما (رسميًا، دول شان المتحدة فيدراليًا، وشملت دول كاريني التي تؤلف اليوم ولايتي شان وكايا). في بعض الأحيان، استُخدم مصطلح دول شان السيامية للدلالة على دولة لان نا، ومصطلح دول شان الصينية للإشارة إلى المناطق الواقعة في يونّان الجنوبية، مثل خيشوانغبانا.
ظهرت الدلائل التاريخية المتعلقة بدول شان داخل حدود الأراضي التي تشكل اليوم دولة بورما خلال فترة حكم سلالة باغان، فتأسست أول دولة من دول شان الكبرى في تلك الفترة عام 1215 في مونغاونغ، ثم في مونغناي عام 1223. تأسست تلك الدولتان، بشكل جزئي، جراء هجرة كبرى لشعب التاي الذي أسس مملكة أهوم عام 1229 ومملكة سوكوتاي عام 1253. تزايدت سلطة شان السياسية بعدما اجتاح المغول مملكة باغان عام 1287، وتمكن شعب شان من الهيمنة على العديد من المناطق الواقعة شمال وشرق بورما –من الشمال الغربي لإقليم ساجينغ وحتى تلال شان في عصرنا الحالي. كانت دول شان المؤسسة حديثًا دولًا متعددة الإثنيات احتوت عددًا لا بأس به من الأقليات الإثنية، مثل شعوب تشِن وديانغ وليزو والباو والكاشين والباروق والبرماويين.
هيمنت دول شان على سياسات بورما العليا خلال الفترة الواقعة بين القرنين الثالث عشر والسادس عشر. فكانت دول شان الأكثر قوة، كمونغاونغ ومونغيانغ وثيني، تُغيْر على بورما العليا. استطاعت مونغاونغ القضاء على مملكتي ساجينغ وبينيا عام 1364. استولى اتحاد دول شان، تحت قيادة دولة مونغيانغ، على ملمكة آفا عام 1527، وحكم الاتحاد بورما العليا حتى عام 1555.
كانت دول شان ممزقة لدرجة أنها لم تقوَ على مقاومة انتهاكات جيرانها الأكبر منها. في الشمال، ألحقت الصين ما يُعرف اليوم بمقاطعة يونان في ثمانينيات القرن الرابع عشر، وأبادت آخر حركة مقاومة في دول شان بحلول أربعينيات القرن الخامس عشر. في الجنوب، استولت سلالة تاونغو على جميع دول شان التي ستُعرف لاحقًا بدول شان البورمية، وذلك عام 1557. على الرغم من أن دول شان خضعت لسيادة الممالك البورمية المتمركزة في وادي نهر إيروادي، لكن زعماء دول شان (والمعروفين بلقب تشاو فا) حافظوا على درجة كبيرة من الاستقلال الذاتي.
عندما حصلت بورما على استقلالها عام 1948، أصبحت دول شان المتحدة فيدراليًا تُعرف باسم دولة شان ودولة كايا ضمن اتحاد بورما، وامتلكتا حقهما في الانسحاب من الاتحاد. عندما وصلت حكومة الجنرال ني وين العسكرية إلى السلطة، ألغت دول شان وحقوق زعمائها المتمثلة بالحكم الوراثي.

## الدول التاريخية
كانت معظم دول شان مجرد إمارات نشأت حول القرية الرئيسة في المنطقة. سعت تلك الدول في مسعى خطير تمثّل بالولاء للدول الأقوى منها، وفي بعض الأحيان، كانت تلك الدول موالية لدولٍ أخرى متحاربة مع بعضها. قدمت بعض الدول الأصغر، مثل دول لو إي ومونغسات ومونغشو، الولاء لدول شان الأقوى منها، مثل يانغوي وكينغتونغ وثيني. في المقابل، دفعت دول شان الأكبر أتاوات لجيرانها الأضخم منها، مثل مملكة آفا والمملكة البورمية والصين.
هذه بعض دول شان الكبرى:
- دولة ثيني
- دولة ثيباو
- دولة كينغ تشينغ
- دولة كينغتونغ
- دولة مونغباي
- دولة مونغكاونغ
- دولة مونغمِت
- دولة مونغباون
- دولة مونغناي
- دولة يانغوي
- دولة وانماو